# Sound of the Underground (singolo)
Sound of the Underground è il singolo d'esordio del gruppo musicale pop britannico Girls Aloud, gruppo vincitore del reality show musicale Popstars in Regno Unito. È anche il primo estratto dall'omonimo album Sound of the Underground, uscito l'anno successivo.
La canzone è stata scritta da Miranda Cooper, Niara Scarlett, Brian Higgins e Xenomania e prodotta da queste ultime due.
Il singolo è stato pubblicato in Regno Unito nella settimana di Natale ed è rimasta alla prima posizione della classifica locale per quattro settimane consecutive. Conteneva anche una b-side, la cover di una canzone dei East 17, Stay Another Day.
È stato pubblicato anche in altri stati europei il 21 giugno 2003.

## Tracce e formati
UK CD1 (Polydor / 0658272)
1. Sound of the Underground — 3:43
2. Stay Another Day (Tony Mortimer, Rob Kean, Dominic Hawken) — 4:24
3. Sound of the Underground (Brian Higgins Remix) — 4:40

UK CD2 (Polydor / 0658202)
1. Sound of the Underground — 3:43
2. Stay Another Day (Instrumental) — 4:24
3. Girls Aloud interview — 7:13

Promo (Polydor)
1. Sound of the Underground (Flip & Fill Remix) — 5:35
2. Sound of the Underground (Instrumental Breakdown Mix) — 3:36

German CD
1. Sound of the Underground — 3:43
2. Stay Another Day — 4:24
3. Sound of the Underground (Brian Higgins Remix) — 4:40
4. Sound of the Underground (Flip & Fill Remix) — 5:36
5. Girls Aloud interview — 7:13

## Classifiche
| Classifica (2002/2003) | Posizione raggiunta |
| ---------------------- | ------------------- |
| Regno Unito            | 1                   |
| Irlanda                | 1                   |
| Paesi Bassi            | 10                  |
| Belgio (Fiandre)       | 13                  |
| Svizzera               | 25                  |
| Australia              | 31                  |
| Belgio (Vallonia)      | 35                  |
| Svezia                 | 39                  |
| Francia                | 55                  |